# Les Romains de la décadence
Les Romains de la décadence est une peinture réalisée en 1847 par le peintre Thomas Couture.
Bien que d’une facture assez audacieuse à l’époque, cette toile symbolise aujourd’hui le courant académique de la seconde moitié du XIXe siècle, caractérisé par la fascination pour le monde antique et le choix de sujets empreints de gravité. Elle fut considérée comme un chef-d’œuvre, car elle répondait aux canons esthétiques de représentation du corps humain en vogue à cette époque.

## Description
La mise en scène de ce tableau, composé un an avant la révolution qui mit fin au règne de Louis-Philippe, n’est pas sans rappeler Raphaël. Au centre se trouvent les protagonistes de la décadence de l’Empire romain, marqués par leur épuisement (certains dansent encore) et leur ébriété (un homme se faisant évacuer sur la gauche du tableau alors qu’un autre, coupe à la main, provoque un dieu). On remarque notamment au premier plan trois personnages (un jeune garçon assis sur la gauche du tableau et deux hommes sur la droite) qui ne participent pas à l’orgie. La scène très réaliste et colorée, que Théophile Gautier a comparée, en 1847, à la peinture du Nord, est entourée de sculptures de dieux antiques disposées dans un portique à la vénitienne. Couture qui, selon le livret d’exposition, a voulu représenter cette pensée énergique de Juvénal : « Luxuria incubuit, victumque ulciscitur orbem », s’est servi de cette scène antique pour dénoncer la décadence de la société française de son époque, ce qui ne manquera pas d’être remarqué lors de la présentation du tableau.

## Réception
Exposé au salon de 1847, il remporta un franc succès et fit couler beaucoup d’encre, dont celle de Zola. Selon Edmond Texier, « tout en reconnaissant les efforts du peintre, l’incontestable mérite de certaines parties de l’exécution, telles que la verve et l’habileté, un coloris brillant, mais dont l’harmonie, obtenue par la répétition trop fréquente des mêmes tons, donne à cette toile l’aspect d’un dessin rehaussé en couleurs, nous ne saurions admettre que M. Couture ait suffisamment représenté la triste époque qu’il a voulu peindre. Le lecteur sera de notre avis en contemplant cette série d’académies peu vêtues, se prélassant sur des lits recouverts d’étoffes d’Orient, dans des poses ennuyées, autour d’une table somptueuse, après une nuit d’orgie. Il jugera qu’il aurait fallu un pinceau plus énergique et un maître d’un génie plus puissant pour résumer dans une seule œuvre et l’immense lâcheté et l’immense débauche de la vieille Rome, se vautrant sous le joug du despotisme impérial, afin d’oublier, au milieu des plaisirs immondes, la perte de son honneur et de sa liberté. » Le prince Napoléon, quant à lui, condamna brutalement les Romains de la décadence, ressenti comme une critique implicite de sa propre époque tandis que pour Marrou, avec « cette immense machine  », Couture, « au fond, en bon élève d’Ingres, cherchait surtout à peindre des femmes nues et des attitudes voluptueuses ».